# Luc-Olivier d'Algange
Luc-Olivier d'Algange est un écrivain, poète, et essayiste français né le 30 mai 1955 à Göttingen.

## Biographie
Son œuvre, protéiforme (composée de nombreux poèmes, essais, récits, articles), est marquée par la Tradition (au sens donné par René Guénon), la gnose, le christianisme et le paganisme. D'après lui, la Tradition n'appartient pas à notre passé, mais à notre être.
Ses thèmes de prédilection l'ont conduit à écrire dans plusieurs revues comme Question de, La Place Royale, Pictura, Vers la Tradition, Style (qu'il fonda avec André Murcie), Cée (qu'il fonda avec F. J. Ossang), Phréatiques,  Connaissance des Religions, L'Originel, Antaïos, Éléments, Nouvelle École, La Presse littéraire, Les Carnets de la Philosophie,  Philosophie pratique, Les Dossiers de la Philosophie.
Il est l'auteur d'environ 300 articles.
Il a contribué à divers ouvrages collectifs, dont les "Dossiers H" des éditions de l'Âge d'Homme consacrés à René Daumal, Dominique de Roux, Pierre Boutang, Ernst Jünger, dont il estime que Novalis fut le maître, et Joseph de Maistre, dont il fait partie des connaisseurs, ainsi qu'à l'ouvrage Roger Nimier, Antoine Blondin, Jacques Laurent et l'esprit hussard sous la direction de Philippe Barthelet et Pierre-Guillaume de Roux, éditions Pierre-Guillaume de Roux, 2012.
En 1999, il signe pour s'opposer à la guerre en Serbie la pétition d'extrême droite « Les Européens veulent la paix », initiée par le collectif Non à la guerre.

## Œuvres
- Manifeste baroque, Toulouse, Cééditions, 1981
- Orphiques, éditions Style, 1988
- Le Secret d'or, éditions des Nouvelles Littératures Européennes, 1989
- La Victoire de Castalie, poème, Aguessac, Éditions associatives Clapàs, 2000
- Traité de l'ardente proximité, Aguessac, Éditions associatives Clapàs, 2005
- L'Étincelle d'or : notes sur la science d'Hermès, Paris, Les Deux Océans, 2006
- L'Ombre de Venise, essai, Billère, Alexipharmaque, 2006
- Le Songe de Pallas, suivi de De la souveraineté et de Digression néoplatonicienne, essai, Billère, Alexipharmaque, 2007
- Fin mars. Les hirondelles, éditions Arma Artis, 2009
- Terre lucide. Entretiens sur les météores (avec Philippe Barthelet), La Bégude de Mazenc, Éditions Arma Artis, 2010 ; rééd. revue et corrigée Éditions L'Harmattan, coll. Théôria, 302 p., 2022  (ISBN 978-2140287329)
- Le Chant de l'Ame du monde, poèmes, éditions Arma Artis, 2010
- Lectures pour Frédéric II, Alexipharmaque, 2011
- Lux Umbra Dei, éditions Arma Artis, 2012
- Propos réfractaires, éditions Arma Artis, 2013
- Au seul d'une déesse phénicienne, éditions Alexipharmaque, 2014
- Apocalypse de la beauté, éditions Arma Artis, 2014
- Métaphysique du dandysme, éditions Arma Artis, 2015
- Intempestiva Sapientia, suivi de L'Ange-Paon, éditions Arma Artis, 2016
- Notes sur L'éclaircie de l'être, éditions Arma Artis, 2016
- Le Déchiffrement du monde : la gnose poétique d'Ernst Jünger, Paris, L'Harmattan, coll. Théôria, 2017  (ISBN 978-2-3431-3346-1)
- Sous la dir. de Pierre-Yves Rougeyron[8], Pourquoi combattre ?, Éditions Perspectives Libres, Paris, Janvier 2019,  (ISBN 979-10-90742-482).
- L'Âme secrète de L'Europe : Œuvres, mythologies, cités emblématiques, Paris, L'Harmattan, coll. Théôria, 2020  (ISBN 978-2343204765)